# Burgos (Italia)
Burgos (Su Burgu in sardo) è un comune italiano di 825 abitanti della città metropolitana di Sassari, nella regione storica del Goceano.

## Origini del nome
Il nome in lingua sarda Su Burgu significa letteralmente "il borgo". Il paese infatti, in epoca medioevale, costituiva il borgo del castello del Goceano.

## Storia
Durante il medioevo il territorio appartenne al Giudicato di Torres e fece parte della curatoria del Goceano, detta anche di Anela. Fu un centro molto importante, protetto da un castello eretto nel 1129 dal giudice Gonario II di Torres. Nel corso della guerra tra il giudice di Torres Costantino II e il giudice di Cagliari Guglielmo di Massa (XII secolo) il castello fu espugnato da quest'ultimo, che fece prigioniera Prunisinda, moglie di Costantino. Il castello tornò successivamente sotto il potere di Costantino, e nel XIII secolo vi dimorò la giudicessa Adelasia (ultima sovrana del giudicato di Torres) dopo il suo infelice matrimonio col re Enzo, figlio di Federico II di Svevia. Alcuni anni dopo la morte di Adelasia (1259) il castello e il borgo passarono sotto il dominio prima dei Doria e poi del giudicato di Arborea.
Il "borgo" in questione nacque per volere del giudice Mariano IV di Arborea, conte del Goceano e padre di Eleonora D'Arborea, che regnò nel periodo compreso tra il 1345-1375. Dunque Burgos (Su Burgu) presenta una storia abbastanza recente rispetto ai comuni del circondario (Bottidda, Esporlatu, Bono etc.) soprattutto riguardo la sua fondazione.
Per tutto il corso della guerra tra Arborea e Aragona (XIV secolo) il castello e il borgo restarono una roccaforte arborense. Nel 1410 passò al marchese di Oristano Leonardo Cubello, conte del Goceano, insieme alle altre ville della vecchia curatoria. Nel 1478, con la guerra tra il viceré aragonese Carroz e il marchese di Oristano Leonardo Alagon, Burgos col suo castello divennero un baluardo di quest'ultimo. Dopo la sconfitta dell'Alagon nel 1479, passò agli Aragonesi, affidato al capitano Angelo Marongiu di Sassari. Burgos rimase incorporato nella contea del Goceano, e venne riscattato agli ultimi feudatari nel 1839 con la soppressione del sistema feudale.

### Simboli
Lo stemma del comune di Burgos è stato concesso con decreto del presidente della Repubblica del 6 ottobre 2003.
(D.P.R. 06.10.2003)
Il gonfalone è un drappo di giallo.

## Monumenti e luoghi d'interesse

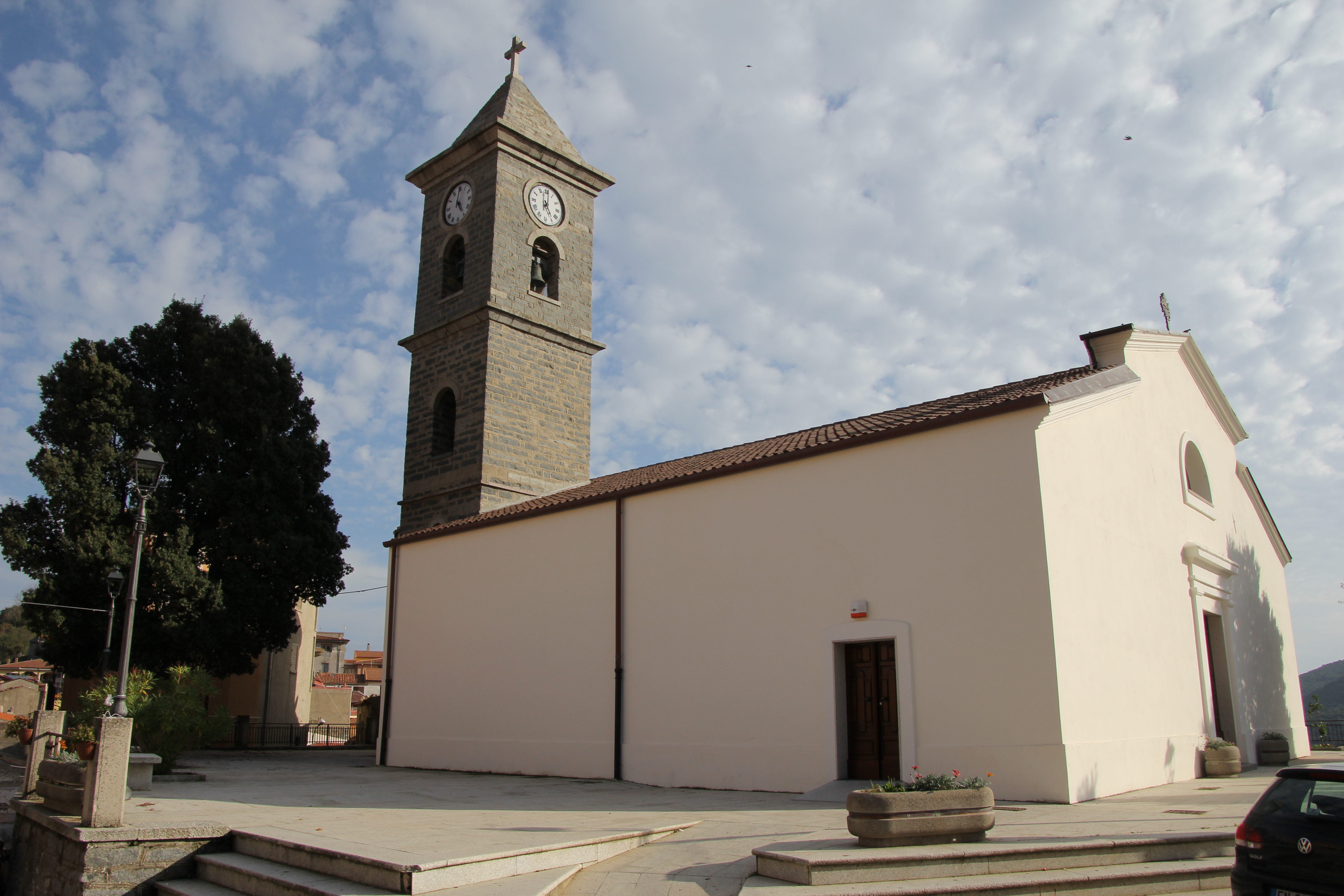
chiesa di Sant'Antonio Abate

### Architetture militari
- Il castello del Goceano o di Burgos, come spesso viene chiamato attualmente. Di particolare interesse storico e strategico è risalente al 1129. Venne fatto costruire dal giudice di Torres Gonario II di Torres. Castello dove si ritirò e morì nel 1259 Adelasia di Torres, già moglie di Enzo di Hohenstaufen, figlio naturale di Federico II di Svevia. Sono rimaste intatte le mura, una torre e la fossa per l'acqua.

### Siti archeologici
- Il complesso nuragico (di cui permangono una torre ed una muraglia) di Costa o Sa Reggia.

### Aree naturali

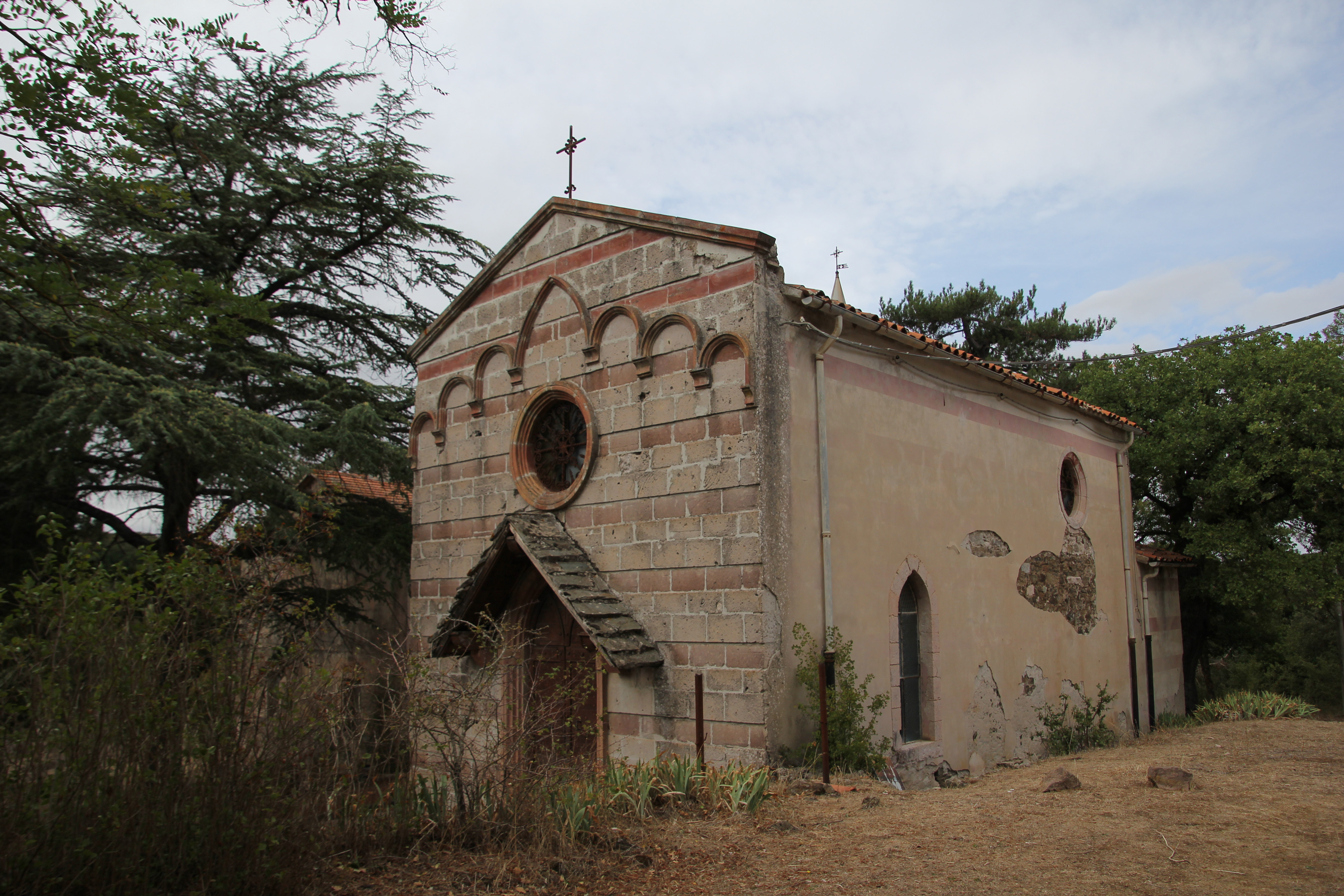
Chiesa di San Salvatore nella foresta di Burgos

Nei dintorni sono presenti le vaste foreste di Badde Salighes e di Burgos, in quest'ultima è localizzato un centro della forestale e dell'Istituto di incremento ippico della Sardegna.

## Società

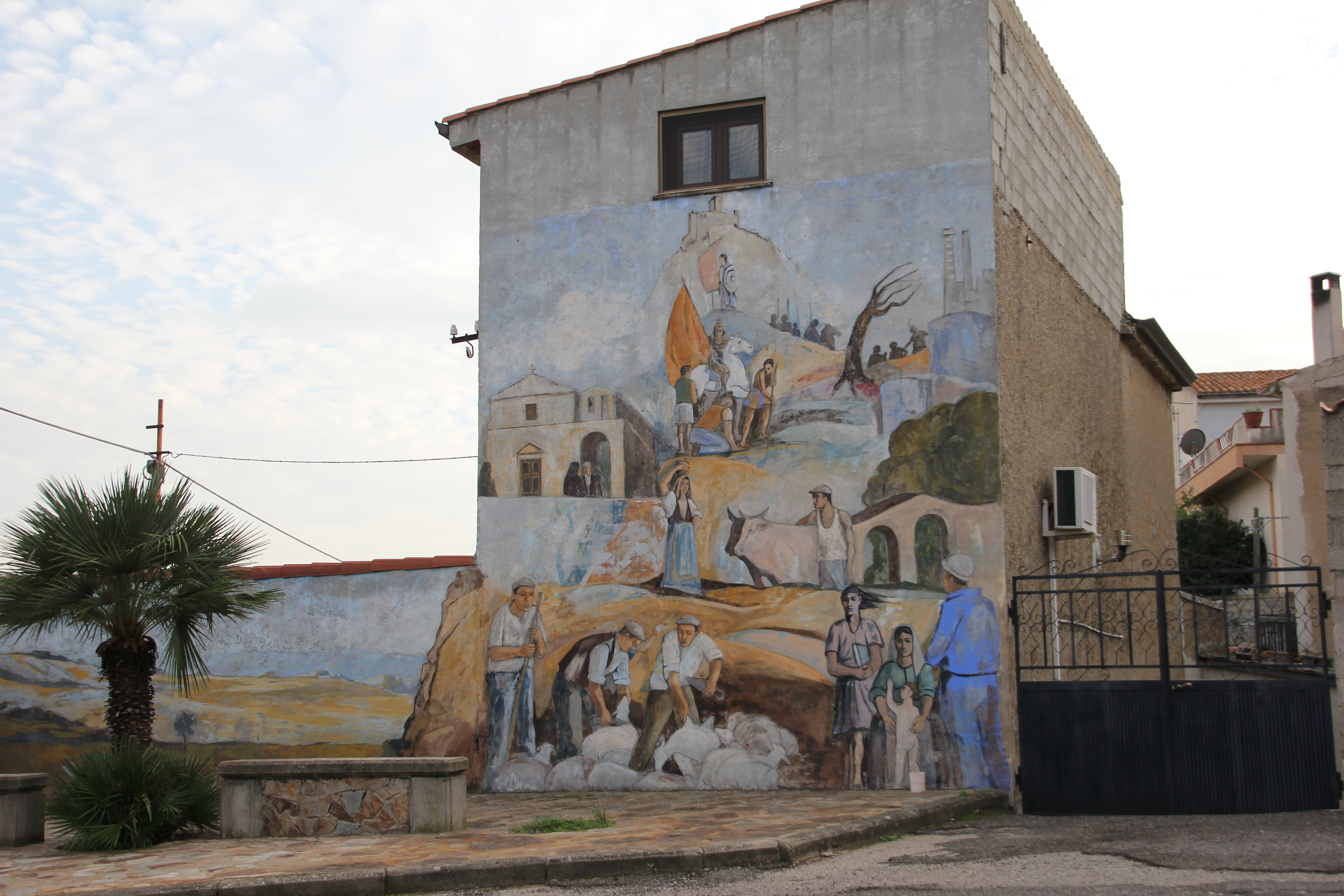
Murale

### Evoluzione demografica
Abitanti censiti

### Lingue e dialetti
La variante del sardo parlata a Burgos è quella logudorese centrale o comune.

## Amministrazione
| Periodo         | Periodo         | Primo cittadino           | Partito                                            | Carica  | Note   |
| --------------- | --------------- | ------------------------- | -------------------------------------------------- | ------- | ------ |
| 12 giugno 1994  | 16 aprile 2000  | Paolo Tanda               | lista civica                                       | Sindaco | [ 9 ]  |
| 16 aprile 2000  | 8 maggio 2005   | Peppino Tilocca           | lista civica                                       | Sindaco | [ 10 ] |
| 8 maggio 2005   | 30 maggio 2010  | Francesco Innocenzo Ledda | lista civica                                       | Sindaco | [ 11 ] |
| 30 maggio 2010  | 31 maggio 2015  | Salvatore Arras           | lista civica "Insieme per Crescere"                | Sindaco | [ 12 ] |
| 31 maggio 2015  | 26 ottobre 2020 | Salvatore Arras           | lista civica "Continuità e Sviluppo"               | Sindaco | [ 13 ] |
| 26 ottobre 2020 | in carica       | Leonardo Tilocca          | lista civica "Rinnovamento e progresso per Burgos" | Sindaco | [ 14 ] |

### Gemellaggi
- Fiorano Modenese
- Maranello, dal 1986

## Sport

### Calcio
La squadra di calcio è l'U.S. Burgos 1976 che milita nel girone E sardo di 1ª Categoria. È nata nel 1976.